# Shaizar

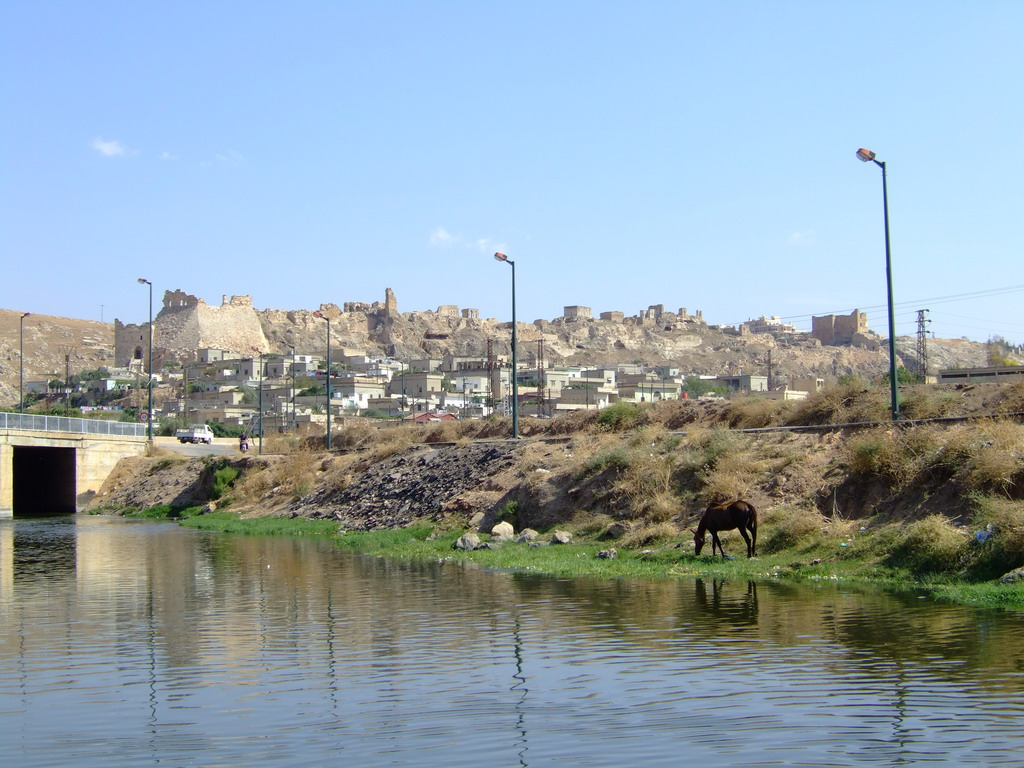
Shaizar

Shaizar (ook Shayzar) was een stad in Syrië. Tijdens de Middeleeuwen behoorden de stad en vesting toe aan de Banoe Moenqidh. De stad speelde een belangrijke rol tijdens de Kruistochten.

## Geschiedenis

### Vroege geschiedenis
Gelegen aan de Orontes ten noorden van Hama nabij Mhardeh, was Shaizar een oude stad, die in de Amarna-brieven Senzar of Sezar wordt genoemd. De Grieken kenden de stad als Sidzara, maar de Seleuciden veranderden de naam in Larissa, naar de gelijknamige stad in Thessalië waar vele kolonisten vandaan kwamen. Onder het Romeinse Rijk kreeg de stad haar oude naam terug; onder de Byzantijnen heette ze Sezer. De Kruisvaarders verlatijnsten de naam tot Caesarea. 
Shaizar werd in 638 door de Arabieren veroverd. Van dan af wisselden de Arabieren en de Byzantijnen elkaar meermaals af als eigenaar. In 969 werd de stad door de Byzantijnse keizer Nikephoros II ingenomen, in 999 door  Basileios II. De stad werd de zuidelijke grens van het Byzantijnse Rijk, onder het bestuur van de bisschop van Shaizar. In 1081 kwam de stad in het bezit van de Banoe Moenqidh, doordat 'Ali ibn Moenqidh haar van de bisschop kocht. De Byzantijnen konden de stad ondanks verschillende pogingen niet meer terugveroveren.

### Shaizar onder de Banoe Moenqidh
De Moenqidhiden controleerden het gebied ten oosten van Shaizar, het an-Noesariyahgebergte, en het kustgebied van Latakia in het noorden tot Tartous in het zuiden. Tijdens de Eerste Kruistocht  hielp de emir de kruisvaarders bij de tocht door zijn gebieden, door gidsen, paarden, voedsel en andere voorraden te verschaffen. Na de kruistocht grensde het gebied van de Moenqidhiden aan de kruisvaardersstaat Antiochië. Zowel Antiochië als het graafschap Tripoli voerden regelmatig raids uit tegen Shaizar. In 1106 konden de emirs, de broers Soeltan en Moersjid, de Tripolitaanse regent Willem Jordan terugslaan. In 1108 en 1110 moesten zij de aftocht van Tancred van Galilea uit hun gebieden afkopen. Tancred bouwde hierop een burcht op de nabijgelegen hoogte Tell ibn Ma'sjar, vanwaar hij Shaizar in het oog kon houden.
Toen Ridwan in 1113 stierf, probeerden de Assassijnen tijdens een afwezigheid van de emir de citadel van Shaizar in te nemen. Zij werden door de bevolking teruggeslagen. In 1119 nam Shaizar deel aan een veldtocht tegen Antiochië. Toen Boudewijn II van Jeruzalem in 1123 buiten  Edessa door de Artoeqiden gevangen werd genomen, werd hij tot zijn vrijlating het volgende jaar in Shaizar opgesloten. Als deel van zijn losgeld  moest hij zijn dochter Ioveta als gijzelaar uitleveren. Ook zij verbleef in Shaizar tot in 1125 haar eigen losgeld werd betaald. Shaizar kwam in 1125 onder het gezag van Boersoeq van Mosoel, en erkende in 1127 het gezag van Zengi.
In 1137 kwam de Byzantijnse keizer Johannes II met zijn leger Antiochië claimen. Aan vorst Raymond beloofde hij in ruil voor Antiochië een vorstendom dat zou bestaan uit Shaizar, Aleppo, Homs en Hama. In april belegerde het Byzantijnse leger Shaizar. Raymond en Joscelin II van  Edessa verleenden de keizer nauwelijks hulp, terwijl Zengi in mei met een ontzettingsleger oprukte. Zengi’s leger sneed de keizerlijke troepen van hun bevoorrading af, en hoewel de Byzantijnen numeriek sterker waren, waagde Johannes het niet Zengi aan te vallen uit angst dat de emir van Shaizar intussen zijn belegeringsmachines zou veroveren. Toen Johannes de benedenstad veroverde, bood de emir hem rijke geschenken aan, en verklaarde hij zich bereid de keizer formeel als leenheer te erkennen en een jaarlijks tribuut te betalen. Johannes stemde hiermee in, en vatte net als Zengi de terugtocht aan. Daarna was Shaizar een van de weinige kleine Syrische emiraten die hun daadwerkelijke onafhankelijkheid wisten te bewaren ondanks de druk van Zengi. 
Het emiraat duurde tot 1157, toen een hevige aardbeving de citadel verwoestte. Haast de volledige familie van de emir, die op dat ogenblik bijeen was om een besnijdenis te vieren, kwam hierbij om. De enige overlevenden waren de vrouw van de emir en zijn neef Oesama, die op dat ogenblik op diplomatieke missie in Damascus was. De Assassijnen verwierven de controle over de ruïnes, maar werden in 1158 door de kruisvaarders verslagen. Interne twisten noopten de kruisvaarders echter het beleg op te heffen. Noereddin lijfde de ruïnes in zijn gebied in en bouwde de stad weer op. Nadat in 1170 een nieuwe aardbeving de stad weer had verwoest, werden de restanten in 1174 door Saladin ingelijfd. Shaizar werd weer opgebouwd, maar in 1241 werd de stad door de Khwarezmiërs geplunderd en verwoest. De Mameloekensultan Baibars nam de stad in 1260 in en bouwde haar weer op.

### Emirs van Shaizar
- 1081: Soeltan ibn 'Ali ibn al-Moeqallad al-Kinani
- 1081–1082: 'Izz ad-Daula Sadid al-Moelk ibn Moenqidh
- 1082–1098: 'Izz ad-Daula aboe-l-Moerhaf Nasr ibn Moenqidh
- 1098–1137: Madsjd ad-Din aboe Salamah Moersjid ibn 'Izz ad-Daula ibn Moenqidh
- 1098–1154: 'Izz ad-Din aboe-l-'Asakir Soeltan ibn 'Izz ad-Daula ibn Moenqidh
- 1154–1157: Tadsj ad-Daula Nasr ad-Din Mohammed ibn aboe-l-Asakir ibn Moenqidh

### Huidige toestand
In de schaduw van de ruïne van de citadel ligt tegenwoordig een dorp met een moskee. Via de autoweg van As-Suqailabiyah naar Hama is het met de buitenwereld verbonden.

## De citadel van Shaizar
In 2002 begon een archeologische expeditie van de Universiteit van Venetië opgravingen op het terrein van de vesting. Shaizar werd als een ideale opgravingssite voor het onderzoek van de ontwikkeling van vestingwerken en nederzettingen in het Nabije Oosten uitgekozen, omdat de site ondanks de verschillende Middeleeuwse verwoestingen uitzonderlijk goed is bewaard en de ruïnes doorheen de eeuwen haast onaangeroerd zijn gebleven. 